# Castelnau-Montratier (commune déléguée)
Castelnau-Montratier is een plaats en voormalige gemeente in het Franse departement Lot in de regio Occitanie. De inwoners worden Castelnaudais genoemd. De plaats maakt deel uit van het arrondissement Cahors.

## Geografie
Gelegen op 25 km ten zuiden van Cahors en 30 km van Montauban.
De oppervlakte van Castelnau-Montratier bedraagt 72,8 km², de bevolkingsdichtheid is 25,6 inwoners per km².
De onderstaande kaart toont de ligging van Castelnau-Montratier (commune déléguée) met de belangrijkste infrastructuur en aangrenzende gemeenten.

## Geschiedenis
Deze bastide is gesticht in de 1250 door de Heer van Ratier. Het verving een lager gelegen dorp met verspreide huizen, Castelnau-de-Vaux dat vernield werd door Simon IV van Montfort in 1214 tijdens de Albigenzische Kruistocht.
Castelnau-Montratier is op 1 januari 2017 gefuseerd met de gemeente Sainte-Alauzie tot de gemeente Castelnau Montratier-Sainte Alauzie, die sinds 1 januari 2024 weer Castelnau-Montratier heet. 

## Demografie
Onderstaande figuur toont het verloop van het inwonertal.